# Fascia adherens
En anatomia, les fascia adherens són estructures semblants a cintes que estabilitzen el teixit no epitelial. Són similars en funció i estructura a la zonula adherens o unió adherens de les cèl·lules epitelials. És una unió intercel·lular àmplia a les seccions transversals d'un disc intercalat de múscul cardíac que ancora filaments d'actina. Ajuda a transmetre les forces contràctils.